# Sauropus delavayi
Sauropus delavayi är en emblikaväxtart som beskrevs av Léon Camille Marius Croizat. Sauropus delavayi ingår i släktet Sauropus och familjen emblikaväxter. Inga underarter finns listade i Catalogue of Life.